# Open d'Indonésie (taekwondo)
Pour l’article homonyme, voir Open d'Indonésie (badminton).

L’Open d'Indonésie est une compétition de taekwondo organisée annuellement par l'Association indonésienne de taekwondo.
Ce tournoi est un événement majeur dans le calendrier mondial du fait de son label « WTF-G1 ».

## Palmarès hommes
| WTF-G1 | WTF-G1              | WTF-G1      | WTF-G1     | WTF-G1       | WTF-G1  | WTF-G1         | WTF-G1   | WTF-G1       |
| Année  | -54 kg              | -58 kg      | -63 kg     | -68 kg       | -74 kg  | -80 kg         | -87 kg   | +87 kg       |
| ------ | ------------------- | ----------- | ---------- | ------------ | ------- | -------------- | -------- | ------------ |
| 2015   | Reinaldy Atmanegara | Kim Tae-hun | Zhao Shuai | Lee Dae-hoon | Kim Hun | Park Yong-hyun | Sen Qiao | Cha Dong-min |

## Palmarès femmes
| WTF-G1 | WTF-G1       | WTF-G1                 | WTF-G1    | WTF-G1      | WTF-G1        | WTF-G1           | WTF-G1       | WTF-G1     |
| Année  | -46 kg       | -49 kg                 | -53 kg    | -57 kg      | -62 kg        | -67 kg           | -73 kg       | +73 kg     |
| ------ | ------------ | ---------------------- | --------- | ----------- | ------------- | ---------------- | ------------ | ---------- |
| 2015   | Lin Wan-ting | Panipak Wongpattanakit | Wu Jingyu | Lee Ah-reum | Carmen Marton | Hwang Kyung-seon | Shuyin Zheng | Donghua Li |